# Nazaire Savine
Nazaire Savine (en russe Савин Назарий Истомин) est un peintre russe d'icônes mentionné entre 1614 et 1632 comme étant actif à Kostroma et à Moscou.

## Biographie
Nazaire est le fils d'Istoma Savine (1595-1629) et le frère de Nicéphore qui travaillaient tous deux comme peintres pour la famille Stroganoff, mécène de l'école Stroganoff.
À Kostroma Nazaire Savine réalise des icônes à la demande du tsar. En 1624, il réalise une copie de l'icône Petrovskaïa de la Mère de Dieu qui date du XIIIe siècle. En 1621, il décore le palais du tsar au kremlin de Moscou.